# Gideon Singer

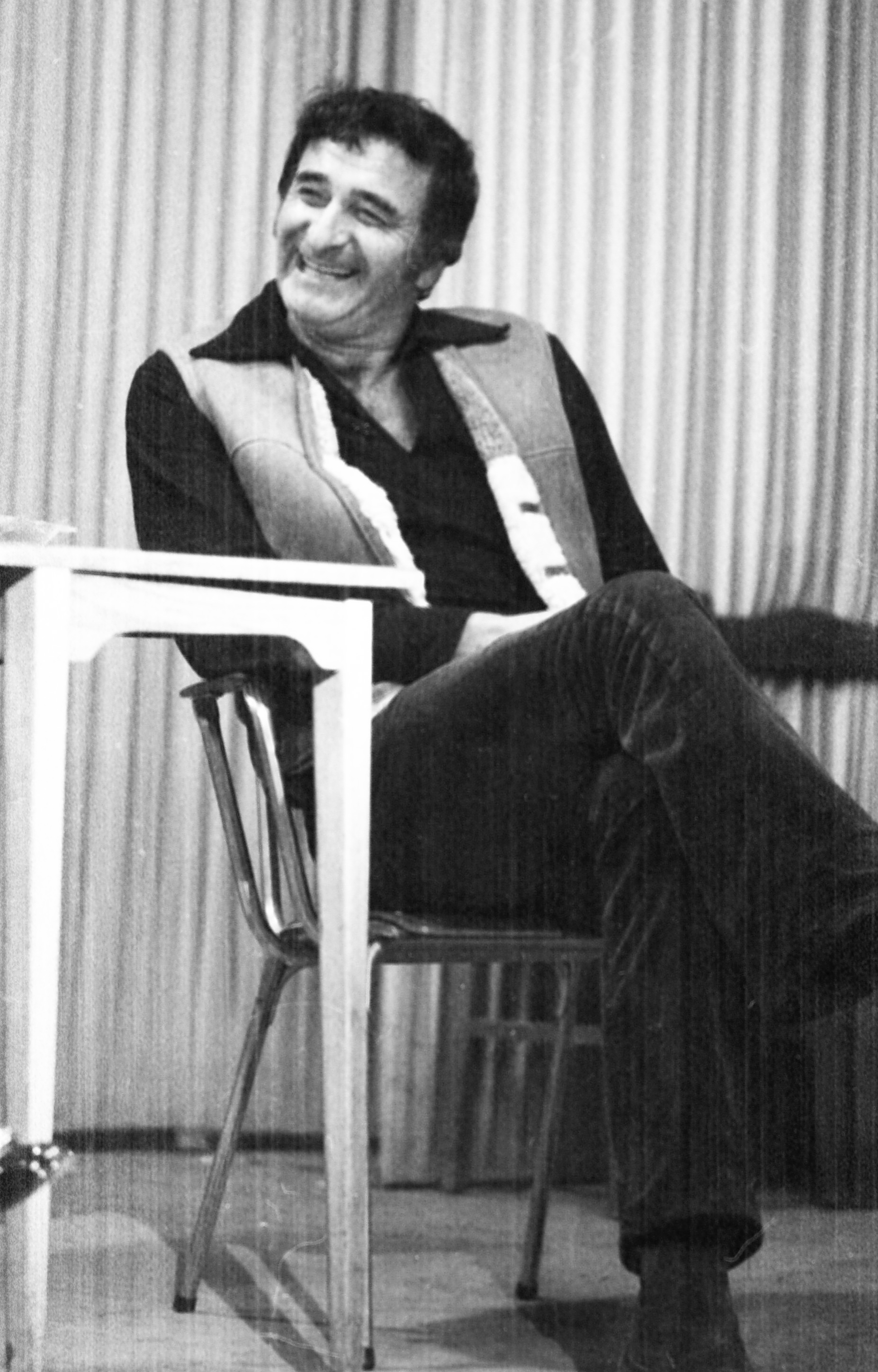
Gideon Singer, 1973

Gideon Singer (* 29. Juni 1926 in Brünn, Tschechoslowakei; † 11. Mai 2015 in Tel Aviv, Israel) war ein israelisch-österreichischer Schauspieler.

## Leben

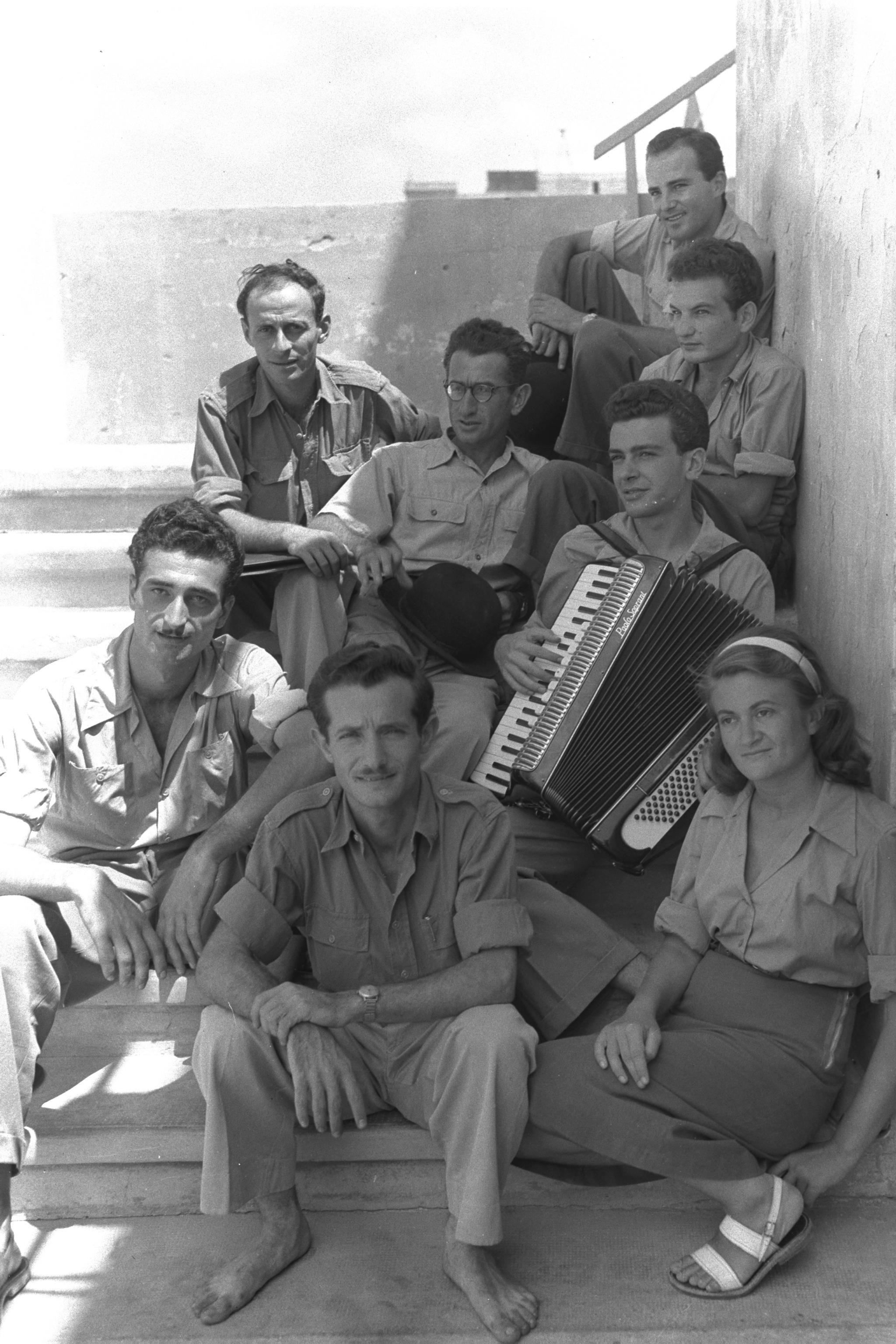
Gideon Singer (vorne links) mit der Musikgruppe Chizbatron, 1949

Geboren als Harry Singer, lernte er schon als Kind Geige und Gesang. 1941 flüchtete er mit seiner Familie über Wien in das Völkerbundsmandat für Palästina. In  Israel lernte er den Beruf des Diamantschleifers. Er diente in der israelischen Untergrundarmee und war dort Teil des Musikensembles Chizbatron. Mit drei Freunden (Shlomo Bar, Reuven Shefer und Jacob Ben-Sira) gründete er die Gesangsgruppe Reviyat Mo'adon Ha-Theatron, die Erfolge in Israel feierte.
Als Schauspieler bekam er zunächst kleine Statistenrollen, bald aber Hauptrollen im Theater und im Film, darunter Das fliegende Kamel und Der Blaumilchkanal (1970) von Ephraim Kishon.
In den 1970er Jahren wurde er von Rolf Kutschera nach Wien geholt, um abwechselnd mit Josef Meinrad den Don Quichote in Der Mann von La Mancha zu spielen. Die Rolle hat Gideon Singer auch in Tel Aviv und am Broadway gespielt. Nach zahlreichen weiteren Einladungen wurde Wien seine zweite Heimat. Felix Dvorak holte ihn zu seinen Festspielen nach Berndorf, Mödling und Weitra, wo er unter anderem in Stücken von Feydeau und Hofmannsthal brillierte.
Von 1986 bis 2014 war er am Wiener Theater in der Josefstadt tätig, dessen Ehrenmitglied er 1996 wurde. Insgesamt stand er in rund 3700 Vorstellungen auf der Bühne der Josefstadt und der Wiener Kammerspiele. Er lebte bis zuletzt in Wien und war seit 2005 mit Shira Singer verheiratet.

## Filmografie
- 1961: I Like Mike
- 1963: Rak Ba’Lira
- 1964: Sallah Shabati
- 1966: Moishe Ventalator
- 1967: Hameniyah Leretzach
- 1968: Ha-Shehuna Shelanu
- 1969: Hamisha Yamim B’Sinai
- 1970: Te'alat Blaumilch, Der Blaumilchkanal
- 1972: Shod Hatelephonim Hagadol
- 1972: Nahtche V’Hageneral
- 1972: Ha-Glula
- 1972: Azit Hakalba Hatzanhani
- 1973: Ha-Balash Ha’Amitz Shvartz
- 1973: Abu el Banat
- 1974: Delet Haksamim (Fernsehserie)
- 1976: Rak Hayom
- 1978: Millioner Betzarot
- 1978: Ha-Shu’al B’Lool Hatarnagalot
- 1979: Ta’ut Bamispar
- 1979: Transit
- 1979: Lo La’alot Yoter
- 1979: Imi Hageneralit (Fernsehfilm)
- 1986: Wohin und zurück – Santa Fe (Fernsehfilm)
- 1986: Tatort – Der Tod des Tänzers
- 1990: Regina auf den Stufen (Fernsehserie)
- 1991: Die Strauß-Dynastie
- 1992: Tatort – Kinderspiel
- 1993: Ewangelia wedlug Harry’ego
- 1993: Desert Lunch
- 1993: Kaisermühlen Blues
- 1994: Ha-Gamal Hame’ofef
- 1996: Männerpension
- 1996: Der Bockerer II – Österreich ist frei
- 1998: Kommissar Rex (Fernsehserie, Folge Der Mann mit den 1000 Gesichtern)
- 1999: Else – Geschichte einer leidenschaftlichen Frau (Fernsehfilm)
- 1999: Geliebte Gegner (Fernsehfilm)
- 2000: Der Bockerer III – Die Brücke von Andau
- 2002: Othello darf nicht platzen (Fernsehfilm)
- 2005: Unter weißen Segeln – Odyssee der Herzen (Fernsehfilm)
- 2015: Tatort – Grenzfall

## Filmporträt
2006 wurde vom ORF anlässlich Singers 80. Geburtstag das Filmporträt Gideon Singer – Mazel Tov (Regie: Danielle Proskar) hergestellt.